# Piskorevce
Piskorevce (horvátul: Piškorevci) falu Horvátországban, Eszék-Baranya megyében. Közigazgatásilag Diakovárhoz tartozik.

## Fekvése
Diakovár központjától 5 km-re délre, Szlavónia középső részén, a Đakovštinán, a Diakovár-Vinkovci síkság déli részén, a Diakovárról Slavonski Šamacra menő főút mentén, Diakovár és Vrpolje között, a Kaznica-patak partján fekszik. Településrészei: Nišićeva pusta, Piškorevačke pustare, Piškorevački salaši és Piškorevačko orišje.

## Története
A település neve a csík horvát nevéből a piškorból származik, mely halfajta egykor gyakori lehetett a Kaznica-patakban. Piskorevce arra a területre esik, melyet 1239-ben Kálmán herceg Pósa boszniai püspöknek adományozott és amelyet IV. Béla magyar király 1244. július 20-án kelt oklevele megerősített. A település középkori létezésére azonban írásos bizonyíték nincs. A török 1536-ban szállta meg ezt a területet. A települést 1579-ben a Pozsegai szandzsák összeírásában négy házzal említik a prikraji náhije részeként. 1687-ben szabadult fel a török uralom alól. 1702-ben 28 ház állt a településen. A 18. század közepén a környező területekről horvát lakosság települt be. Római katolikus plébániáját 1758-ban alapították, ekkor már 61 ház állt a településen.
Az első katonai felmérés térképén „Piskorevcze” néven található. Lipszky János 1808-ban Budán kiadott repertóriumában „Piskorevcze” néven szerepel. Nagy Lajos 1829-ben kiadott művében „Piskorevcze” néven 207 házzal, 1343 katolikus vallású lakossal találjuk. A 19. század végén és a 20. század elején jelentős számú ruszin, szlovák, magyar és német anyanyelvű lakosság telepedett itt le. A 20. század elején betelepült 20 ruszin család magával hozta görögkatolikus vallását is, 1906-ban pedig felépítették templomukat.
A településnek 1857-ben 1090, 1910-ben 1401 lakosa volt. Verőce vármegye Diakovári járásának része volt. Az 1910-es népszámlálás adatai szerint lakosságának 62%-a horvát, 22%-a ruszin, 8%-a német, 4%-a szlovák, 3%-a magyar anyanyelvű volt. Az első világháború után 1918-ban az új szerb-horvát-szlovén állam, majd később (1929-ben) Jugoszlávia része lett. A magyar és német lakosságot a második világháború idején elűzték. 1946-ban a magyarok németek helyére Dalmáciából érkezett horvátok települtek. 1991-től a független Horvátországhoz tartozik. 1991-ben lakosságának 97%-a horvát nemzetiségű volt. 2011-ben a településnek 1907 lakosa volt.

## Lakossága
| Lakosság változása | Lakosság változása | Lakosság változása | Lakosság változása | Lakosság változása | Lakosság változása | Lakosság változása | Lakosság változása | Lakosság változása | Lakosság változása | Lakosság változása | Lakosság változása | Lakosság változása | Lakosság változása | Lakosság változása | Lakosság változása |
| ------------------ | ------------------ | ------------------ | ------------------ | ------------------ | ------------------ | ------------------ | ------------------ | ------------------ | ------------------ | ------------------ | ------------------ | ------------------ | ------------------ | ------------------ | ------------------ |
| 1857               | 1869               | 1880               | 1890               | 1900               | 1910               | 1921               | 1931               | 1948               | 1953               | 1961               | 1971               | 1981               | 1991               | 2001               | 2011               |
| 1.090              | 1.085              | 856                | 953                | 1.182              | 1.401              | 1.488              | 1.514              | 1.726              | 1.722              | 1.984              | 2.020              | 1.776              | 1.805              | 2.019              | 1.907              |

## Nevezetességei
- Urunk színeváltozása tiszteletére szentelt római katolikus plébániatemploma[8] 1751 és 1754 között épült. A plébániát 1758-ban alapították. Oltárát 1769-ben emelték, belseje ekkor nyerte el a végleges formáját. Egyhajós épület félköríves szentéllyel, harangtornya a homlokzat felett áll, barokk, laternás toronysisak fedi.
- Szent Demeter tiszteletére szentelt görög katolikus plébániatemploma 1906-ban épült.

## Kultúra
A KUD „Zora” Piškorevci kulturális és művészeti egyesületet 1927-ben alapították. Kezdetben csak énekkara volt, majd idővel tánckarral és tamburazenekarral bővült ki. Célul a helyi kultúra megőrzését tűzte ki. Horvátországon kívül felléptek már nemzetközi folklór fesztiválokon Olaszországban és Párizsban is. Jelenleg gyermek és felnőtt folklórcsoportja és tamburazenekara működik. Az egyesület szervezésében kerül évente megrendezésre a „Piškorevački sokaci” folklórfesztivál.

## Oktatás
A településen ma a „Matija Gubec” általános iskola működik. Az általános iskolát 1808-ban alapították. A jelenlegi iskolaépület helyén akkor egy kis, náddal fedett földszintes épület állt, amelyet később cseréppel fedtek be. Az iskola 1905-ig egy teremmel négyosztályos intézményként működött. 1904-ben új egyszintes iskolaépületet építettek fel két osztályteremmel és két tanítói lakással. A gyermekek száma évről évre folyamatosan növekedett. 1936-ban egy harmadik, 1939 végén pedig egy negyedik osztályt is kellett kialakítani. A második világháború alatt a felszabadulásig csak kevés oktatás történt. Az 1945/46-os tanévben iskola négy osztályába 163 tanuló járt, ebből 74 fiú és 89 leány. 1971-ben az épület előtt felállították Matija Gubec horvát parasztvezér szobrát és az iskola az ő nevét vette fel. Az 1985/86-os tanévtől az iskola átépítése miatt a tanulók a diakovári Tito marsall iskolába jártak. Az iskola új épületét 1992-ben avatták fel.

## Sport
- Az NK Ratar Piškorevci labdarúgóklubot 1925-ben alapították. Jelenleg a megyei 1. ligában szerepel.
- A Hrvaski Vuk motorosklubot 2010-ben alapították.
- ŠK Piškorevci sakk-klub.

## Egyesületek
- A település önkéntes tűzoltóegyletét 1936-ban alapították.
- A „Jastreb” vadásztársaságot 1946-ban alapították. Ma 15 aktív taggal 2600 hektáron gazdálkodnak.